# Confederazione dei Sistemi Indipendenti
La Confederazione dei Sistemi Indipendenti (Confederacy of Independent Systems), comunemente nota come Alleanza Separatista (Separatist Alliance), è un'organizzazione immaginaria dell'universo di Guerre stellari, che appare nella prima volta nella trilogia prequel e nella serie animata The Clone Wars.
Nel contesto della narrativa, la Confederazione viene fondata nel 24 BBY da un elevato numero di pianeti seceduti dalla Repubblica Galattica. Nel periodo di attività la sua capitale è posta su Raxus e il suo leader è il Conte Dooku, sebbene venga guidata in segreto da Darth Sidious. Dopo aver combattuto le guerre dei cloni contro la Repubblica, la Confederazione termina nel 19 BBY tramite l'annessione al neonato Impero Galattico.

## Caratteristiche generali

Stemma della Confederazione dei Sistemi Indipendenti

Fondata nel 24 BBY, l'organizzazione della Confederazione dei Sistemi Indipendenti (CSI in breve) era costituita da organizzazioni più piccole e interi sistemi stellari che erano intenzionati a lasciare la Repubblica Galattica, e creare un nuovo governo, accusando quello in vigore di essere diventato corrotto e marcio. Questo sentimento di disgusto verso la Repubblica portò "centinaia" di sistemi attivi ad unirsi nella Confederazione e, stando alle parole del malvagio Conte Dooku, almeno diecimila pronti ad unirsi nella prima ed effettiva riunione del neonato Consiglio Separatista. Molte corporazioni di rilievo della galassia come la Federazione dei Mercanti, la Tecno Unione, la Gilda del Commercio, l'Alleanza Corporativa, e il Clan Bancario Intergalattico si unirono alla sempre più grande organizzazione.
Lo scopo della confederazione era di dividersi dalla Repubblica e formare un nuovo governo perché nelle opinioni di Dooku la Repubblica stava diventando corrotta. Quando Dooku iniziò a proporre una secessione dalla Repubblica, aveva in mente una linea di conflitto assolutamente incentrata sul dialogo e sulla diplomazia. Tuttavia, quando il suo nuovo maestro lo iniziò al lato oscuro della Forza, Dooku pensò che obbligare la Repubblica ad accettare non solo la secessione ma tutte le sue proposte sarebbe stato di sicuro più rapido.
Così promise ai promotori di maggiore influenza della Confederazione che, se avessero unito i loro eserciti droidi, sarebbero senza dubbio riusciti a far accettare le loro vedute dalla Repubblica. Dooku promise inoltre che la linea guida del governo si sarebbe orientata su una sorta di anarco-capitalismo, il quale avrebbe incrementato la ricchezza ed il potere della classe mercantile, senza alcuna limitazione governativa.
I membri di questa organizzazione si incontrarono per la prima volta su Geonosis dove il conte Dooku mostrò le fabbriche del pianeta che stavano sfornando ormai da due anni centinaia di migliaia di droidi, i quali avrebbero costituito il primo esercito galattico della CSI.
Il conflitto crescente tra Separatisti e Repubblica esplose nel 22 BBY data che fece iniziare le guerre dei cloni.
Anche se apparentemente la confederazione era governata dal consiglio separatista e da Dooku, il vero burattinaio era il misterioso Darth Sidious, il quale impartiva ordini tramite il suo apprendista, Dooku appunto.
Benché i capi separatisti avessero fornito l'esercito di droidi nessuno di loro aveva conoscenze strategiche e militari per gestire con efficacia una guerra, persino il conte Dooku che aveva studiato per qualche anno alcune strategie del passato non poté dirigere con efficacia determinate operazioni, così nelle file della confederazione iniziarono ad apparire abili generali, comandanti degni di nota e abili guerrieri che portarono la confederazione a mettere in crisi la repubblica in diverse occasioni.
Tra questi spiccano il Generale Grievous noto per il suo grande talento strategico e per la sua perfidia sul campo di battaglia e il comandante Asajj Ventress, malvagia e temutissima Sith famosa per la sua ferocia e la sua determinazione durante le battaglie.
Nel 19 BBY Dart Fener, per ordine del malvagio Imperatore Palpatine, eliminò tutti i capi della Confederazione in una trappola sul pianeta Mustafar partendo dalle guardie neimoidiane seguendo poi due funzionari neimoidiani, Denaria Kee, Aito laff, Po Nudo, Passel Argente, Nank Tun, San Hill, Shu Mai, Cat Miin, Sun Rit, Tikkes, Poggle, Rute Gunnay, Rune Haako, Wat Tambor e infine Nute Gunray, smobilitando gli eserciti droidi separatisti, causando così la fine definitiva dell'alleanza.
Dopo che la CSI venne disfatta per opera di Anakin Skywalker, divenuto Dart Fener su Mustafar, venne inviato un segnale che ordinava la disattivazione delle truppe droidi. Un geonosiano, Gizor Dellso, ingegnere Geonosiano della Confederazione dei Sistemi Indipendenti che prese parte al disegno ed alla costruzione dell'armata droide, era stato convocato su Mustafar dai capi della CSI. Quando arrivò sul pianeta vulcanico, oltre ai corpi dei leader Separatisti trovò una fabbrica di droidi. Subito la riattivò e si autoproclamò "Comandante Finale" della CSI, con appunto il sogno di sconfiggere l'Impero Galattico e governare la Galassia. Insieme ad altri Geonosiani suoi aiutanti, lavorò sul progetto dell'Ultra Droide da Battaglia B3 e in breve tempo organizzò una difesa spaziale del pianeta, riattivando navi da battaglia droidi. Quando Dart Fener venne a sapere che Gizor rifiutava di arrendersi, mandò la Legione 501 sul pianeta Mustafar per assassinare Dellso insieme ai suoi aiutanti e a distruggere la fabbrica droide con i progetti del nuovo modello di droide da battaglia B3. Così la Legione 501 riuscì a superare la difesa spaziale posta attorno all'orbita di Mustafar e ad uccidere Gizor Dellso dopo una dura battaglia sul pianeta. In seguito venne lanciato un attacco orbitale sulla fabbrica droide che venne distrutta assieme ai piani dell'ultra droide da battaglia.
Durante il governo dell'Impero alcune associazioni che facevano parte della Confederazione dei Sistemi Indipendenti si allearono con i Ribelli ed entrarono a far parte dell'Alleanza Ribelle.

## Alleati della Confederazione

### Federazione dei Mercanti
La Federazione dei Mercanti era una organizzazione fondata nel 350 BBY come associazione commerciale e di affari, che crebbe fino a dominare diversi sistemi stellari. I neimoidiani erano sempre stati delle presenze influenti nella direzione della Federazione, anche se divenne completamente gestita da loro solo a partire dal 33 BBY dopo la Conferenza di Eriadu, quando i neimoidiani fecero assassinare i leader Kuati e ne presero il controllo totale. Nute Gunray assunse il ruolo di capo della Federazione con il titolo di viceré. Anni dopo Gunray venne manipolato da Darth Sidious che gli ordinò di invadere Naboo, al fine di destabilizzare il già precario equilibrio della Vecchia Repubblica. La Federazione contribuì al varo di tantissime navi capitali, tra cui la nave messa a disposizione di Grievous, la Invisible Hand, durante le guerre dei cloni e centinaia di migliaia di droidi da battaglia senza contare l'incredibile fonte di risorse finanziarie.
La Federazione mantenne per molto tempo il monopolio del commercio interstellare e crebbe la sua influenza all'interno delle strutture di potere della Repubblica Galattica grazie al seggio nel Senato Galattico con il proprio rappresentante diplomatico Lott Dod. I Neimodiani disponevano di mappe della Galassia conosciuta che segnavano rotte iperspaziali molto precise, al punto che solo i Jedi e il cancelliere Palpatine potevano disporre di mappe di qualità e precisione simile.
Con la morte di Nute Gunray per mano di Dart Fener, la Federazione dei Mercanti perse tutto il suo potere e prestigio. Gli eserciti di droidi da battaglia vennero disattivati e le flotte di navi capitali vennero per la maggior parte demolite (ma alcune si ritirarono nell'Orlo Esterno). Il nuovo viceré Sentepeth Findos firmò un trattato di pace con l'Impero Galattico il giorno in cui le guerre dei cloni terminarono, cedendo tutte le risorse belliche disponibili a Palpatine. Poco tempo dopo, Palpatine costrinse Sentepeth Findos a firmare un trattato che fece sì che la federazione venisse nazionalizzata completamente, da quel giorno la Federazione dei Mercanti cessò di esistere.

### Alleanza Corporativa
La Alleanza Corporativa era il corpo di negoziazione per varie associazioni di commercio. A causa della influenza economica e finanziaria, l'Alleanza era molto ricca e aveva un'influenza considerevole nel Senato galattico. Durante gli ultimi giorni della Repubblica, l'Alleanza venne rappresentata nel Senato dal suo magistrato, Passel Argente. Come i suoi contemporanei Federazione dei Mercanti e Clan Bancario Intergalattico, l'Alleanza aveva la propria forza militare per difendere i propri interessi. A causa della opposizione frustrante del Senato l'Alleanza supportò il blocco di Naboo della Federazione dei Mercanti, e si allineò con la Confederazione dei Sistemi Indipendenti di Dooku. L'Alleanza sarebbe rimasta un supportatore silenzioso che avrebbe regolato la distribuzione di prodotti in favore dei Separatisti.
Durante le guerre dei cloni essa finanziò la costruzione delle immense difese del pianeta Thulle, e finanziò l'immenso esercito di droidi oltre a fornire ingenti forze militari alla Confederazione, nonché pianeti da utilizzare come settori logistici. In seguito alla morte del leader Passel Argente, durante la missione a Mustafar, l'Alleanza crollò e venne totalmente assorbita dall'Impero Galattico.

### Clan Bancario Intergalattico
Il Clan Bancario Intergalattico era una unione di un Consiglio di Clan Bancari. Il presidente era San Hill di Muunilinst, pianeta sede principale del CBI. San Hill venne arrestato dalle forze della Repubblica all'inizio delle guerre dei cloni, successivamente venne fatto fuggire per riunirsi alle forze Separatiste. Durante le guerre dei cloni, il Clan diede parte della sua armata di droidi da difesa e da battaglia alla CSI. Tra i suoi droidi da battaglia vi erano gli IG Lancer, più avanzati dei comuni Baktoid. Il Clan era anche responsabile della manifattura dei droidi d'élite IG-100 MagnaGuard del Generale Grievous e del famoso droide cacciatore di taglie IG-88. Il CBI ricavò un utile elevato dalla guerra, servendo sia la Repubblica che la CSI. Con la morte del presidente del Clan a Mustafar, il Clan passò sotto il controllo dell'Impero Galattico.

### Gilda del Commercio
La Gilda del Commercio era un gruppo mercantile composto da diverse corporazioni non sempre volenterose di far parte di questa associazione. Le compagnie che resistevano alla Gilda venivano messe sotto tremenda pressione. Come le altre società, anche la Gilda aveva le proprie forze di sicurezza. La Gilda poteva contare sull'appoggio di diversi pianeti governati da ufficiali corrotti, senatori, e spie industriali. Negli anni precedenti le guerre dei cloni, la leader Shu Mai aveva incrementato grandemente la forza militare e commerciale della Gilda. Cominciò anche ad allineare la propria compagnia con la CSI del Conte Dooku. Nel 22 BBY Shu Mai era presente ad un incontro dei Separatisti su Geonosis che vide la nascita della Confederazione dei Sistemi Indipendenti. Sapeva che il supportare i Separatisti sarebbe stato un atto di tradimento nei confronti della Repubblica, ma non poté resistere alle promesse di guadagno immenso. La Gilda si alleò alla Confederazione durante le guerre dei cloni e fornì armate di droidi da battaglia e diverse flotte di astronavi. In seguito alla morte di Shu Mai per mano di Dart Fener nel 19 BBY, la Gilda del Commercio cessò di esistere e ciò che ne rimase finì sotto il controllo dell'Impero Galattico.

### Tecno Unione
La Tecno Unione era una delle più importanti istituzioni della galassia nel settore industriale e tecnologico ai tempi della Vecchia Repubblica. Durante le guerre dei cloni, l'Unione si unì alla causa della Confederazione dei Sistemi Indipendenti. Disponeva di un esercito di droidi da battaglia e altri armamenti micidiali. Con la morte del suo leader Wat Tambor, la fine delle guerre dei cloni e la nascita dell'Impero Galattico, l'organizzazione venne annessa all'Impero pur mantenendo una certa autonomia e influenza. L'Unione aveva molti interessi minerari per l'estrazione del gas tibanna su Bespin, durante gli eventi descritti ne L'Impero colpisce ancora.

## Figure politiche principali
- Darth Sidious, leader segreto e Signore Oscuro dei Sith
- Conte Dooku, capo di stato e Signore Oscuro dei Sith
- Nute Gunray, viceré della federazione dei mercanti.
- Rune Haako, ufficiale d'insediamento e fedele consigliere di Gunray.
- Gilramos Libkath, consigliere di Gunray e finanziatore ufficiale della Federazione.
- Lott Dod, senatore della Federazione dei Mercanti.
- Rute Gunnay, consigliere di Nute Gunray.
- Lushros Dofine, capitano della nave del generale Grievous (Invisible Hand).
- Daultay Dofine, capitano della nave controllo droidi della Federazione dei Mercanti.
- Tey How, pilota della Federazione dei Mercanti.
- Wat Tambor, emiro della Tecno Unione.
- San Hill, presidente del Clan Bancario Intergalattico.
- Poggle il Minore, arciduca di Geonosis, finanziatore ufficiale e maggior produttore di droidi da battaglia.
- Sun Fac, governatore di Geonosis.
- Gizor Dellso, ultimo superstite del consiglio separatista.
- Shu Mai, presidente delle gilde commerciali.
- Cat Miin, consigliere e aiutante di Shu Mai.
- Passel Argente, magistrato dell'Alleanza Corporativa.
- Denaria Kee, consigliere e aiutante di Passel Argente.
- Po Nudo, senatore di Ando, a capo del cartello delle ipercomunicazioni.
- Shi'ido, assistente di Po Nudo.
- Tikkes, senatore della fazione dei Quarren, promotore della Lega Isolazionista.
- Lufa Danak, aiutante di Lott Dod.
- Mik Regrap, segretaria di Lott Dod.
- Aito Laff, funzionario neimoidiano al servizio su Geonosis e Mustafar.

## Figure militari principali
- Generale Grievous, generale supremo dell'esercito droide della Confederazione dei Sistemi Indipendenti.
- Asajj Ventress, comandante dell'esercito droide della Confederazione dei Sistemi Indipendenti.
- Generale Kalani, un droide tattico avanzato che fa la sua prima apparizione nella guerra civile di Onderon, sopravvissuto alle Guerre dei cloni insieme a pochi droidi.